# Y Pah
Y Pah (tên khai sinh là Y Một; 1 tháng 1 năm 1939 – 25 tháng 1 năm 2004) là một chính trị gia Việt Nam người dân tộc Giẻ Triêng. Bà từng là Đại biểu Quốc hội các khóa VII, VIII, Phó Chủ tịch Quốc hội Việt Nam khóa VII, Ủy viên Ban Chấp hành Trung ương Đảng khóa IV (dự khuyết) và khóa V và các chức vụ khác ở huyện ủy Đắc Lây, tỉnh Gia Lai - Kon Tum.

## Cuộc đời
Y Pah, tên khai sinh là Y Một, sinh năm 1939 trong một gia đình người Giẻ Triêng tại làng Ri Mek gần biên giới Việt – Lào thuộc tỉnh Gia Lai – Kon Tum (nay là tỉnh Kon Tum). Bà tham gia cách mạng từ trước năm 1954, được kết nạp Đoàn vào năm 1956 và kết nạp vào Đảng Cộng sản Việt Nam ngày 15 tháng 8 năm 1957. Đầu năm 1960, Y Một được tín nhiệm cử làm bí thư kiêm phụ trách chính quyền xã. Cũng trong năm này, tại Đại hội Đảng bộ huyện lần thứ Nhất, bà được bầu làm huyện ủy viên (dự khuyết) phụ trách Khu II gồm ba xã Đăk Nớ, Đăk Kroong, Đăk Nú. Đầu năm 1960, bà được Tỉnh ủy điều động phụ trách Hội Phụ nữ tỉnh ở vùng căn cứ. Thời gian này đến năm 1964, bà đồng thời là Ủy viên Ban Chấp hành Phụ nữ Khu 5, Phó Chủ tịch Hội Phụ nữ Khu 5. Tại Đại hội Mặt trận tỉnh Kon Tum lần thứ Nhất, bà được bầu vào Ban Chấp hành, đảm nhận cương vị Phó Chủ tịch Mặt trận tỉnh. Từ vai trò ủy viên thư ký, bà cũng trở thành Phó Chủ tịch Phong trào Dân tộc tự trị Tây Nguyên. Y Một từng là Ủy viên Ban Chấp hành Đảng bộ tỉnh, sau đó được bầu bổ sung vào Ban Thường vụ Tỉnh ủy Kon Tum khóa II. Tiếp đó, liên tục được bầu vào Ban Chấp hành Đảng bộ tỉnh, giữ chức vụ Ủy viên Ban Thường vụ Tỉnh ủy trong các khóa III, IV, V. Sau ngày Việt Nam tái thống nhất vào năm 1975, tỉnh Gia Lai và Kon Tum được sáp nhập, bà trở thành Ủy viên Ban Thường vụ Tỉnh ủy Gia Lai – Kon Tum, rồi Hội trưởng Hội Liên hiệp Phụ nữ tỉnh, đồng thời là Ủy viên Thường vụ Hội Liên hiệp Phụ nữ miền Nam.
Sau thời gian là Ủy viên dự khuyết Trung ương Đảng khóa IV, giữ chức Phó Bí thư Tỉnh ủy Gia Lai – Kon Tum (1976–1978), giai đoạn 1981–1986, bà trở thành Ủy viên Trung ương Đảng khóa V, đồng thời giữ các trọng trách: Phó Chủ tịch Quốc hội Việt Nam khóa VII, Ủy viên Ban Chấp hành Hội Liên hiệp Phụ nữ Việt Nam, Đoàn Chủ tịch Liên hiệp Phụ nữ Việt Nam, Phó Bí thư Tỉnh ủy kiêm Chủ nhiệm Ủy ban Kiểm tra Đảng Tỉnh ủy Gia Lai – Kon Tum. Từ năm 1987 đến trước ngày tỉnh Kon Tum được chia tách, thành lập lại (tháng 8 năm 1991), Y Một tiếp tục vai trò là Ủy viên Trung ương Đảng khóa VI, đại biểu Quốc hội khóa VIII, là Ủy viên Ban Thường vụ Tỉnh ủy Gia Lai - Kon Tum đảm nhận cương vị Bí thư Huyện ủy Đăk Glei. Sau ngày tỉnh Kon Tum được thành lập lại, Y Một được bầu vào Ban Thường vụ Tỉnh ủy khóa X, đảm nhận cương vị Trưởng Ban Tổ chức Tỉnh ủy kiêm Trưởng ban Bảo vệ Chính trị nội bộ Tỉnh ủy. Đến tháng 5 năm 1996, bà nghỉ để chữa bệnh. Ngày 25 tháng 1 năm 2004, bà qua đời tại Kon Tum.

## Khen thưởng
- Huân chương Độc lập hạng Nhất.
- Huân chương Kháng chiến chống Mỹ hạng Nhất.
- 2 Huân chương Quyết thắng hạng Nhất.
- 2 Huân chương Giải phóng hạng Nhì.
- Kỷ niệm chương Vì sự nghiệp Đại đoàn kết dân tộc.
- Kỷ niệm chương Vì sự nghiệp giải phóng phụ nữ.
- Kỷ niệm chương Vì thế hệ trẻ.
- Kỷ niệm chương Vì sự nghiệp Xây dựng Công đoàn Việt Nam.